# Inspekce

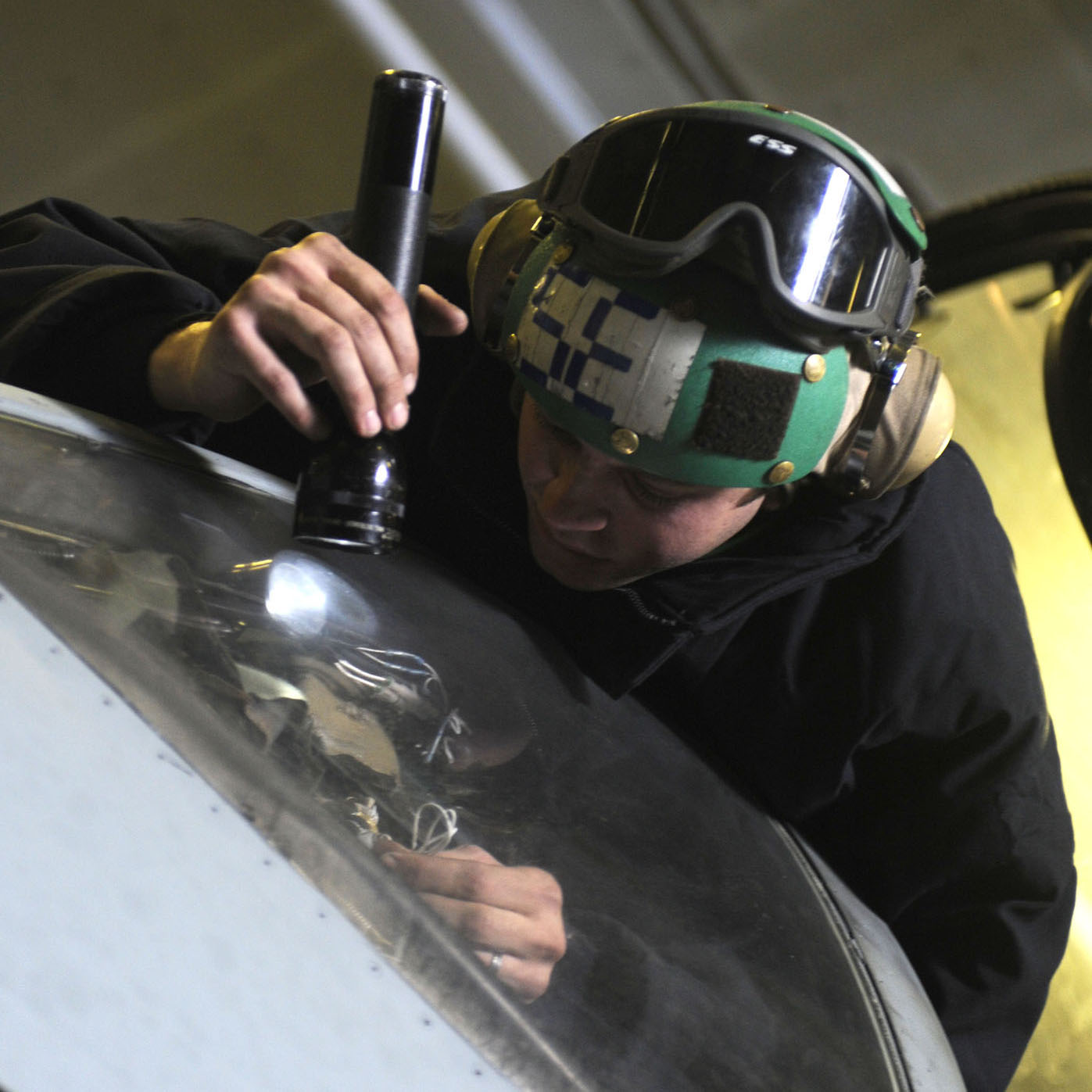
Kontrola údržby letounu A-6B Prowler

Inspekce označuje lidskou činnost spočívající v úředním dohledu, odborném dozoru, věcné kontrole, podrobné kontrolní prohlídce a podobně.[zdroj⁠?!]

## Příklady inspekcí
- Česká inspekce životního prostředí
- Česká školní inspekce
- Česká obchodní inspekce
- Dopravní inspektorát
- Drážní inspekce
- Institut technické inspekce
- Požární inspekce
- Státní energetická inspekce
- Státní úřad inspekce práce
- Státní zemědělská a potravinářská inspekce
- Technická inspekce České republiky